# Marcel Chappey
Pour les articles homonymes, voir Chappey.
Marcel Charles Séraphin Louis Chappey, né le 13 juillet 1896 à Paris, où il est mort le 28 janvier 1983, est un architecte français.

## Biographie
Élève de Gabriel Héraud (1866-1941), il expose au Salon des artistes français dès 1921. 
En 1925, il concourt pour le prix de Rome dont le sujet est une école nationale des arts appliqués, il obtient le deuxième second grand prix, derrière : Alfred Audoul premier grand prix, Louis Aublet premier second grand prix.
Il travaille comme architecte des PTT (il co-signe par exemple la Poste de Montpellier Rondelet avec René Carlier), et architecte en chef de la Reconstruction dans le Calvados. Professeur associé, chef d’atelier libre à l’École des beaux-arts où il forme un atelier de 1937 à 1941, avec Maurice Boutterin (1882-1970) , et Gabriel Héraud (1866-1941), ainsi que dans les années 1940 à l’Institut d’urbanisme de Paris, où il donne des cours de composition urbaine, et devient en 1966 Président des jurys de thèse.